# Pierre-Châtel
Pierre-Châtel är en kommun i departementet Isère i regionen Auvergne-Rhône-Alpes i sydöstra Frankrike. Kommunen ligger i kantonen La Mure som tillhör arrondissementet Grenoble. År 2022 hade Pierre-Châtel 1 485 invånare.

## Befolkningsutveckling
Antalet invånare i kommunen Pierre-Châtel
Referens:INSEE